# Георги Бебечев
Георги Иванов Бебечев или Бебечов е български революционер, деец на Вътрешната македоно-одринска революционна организация.

## Биография
Георги Бебечев е роден в 1876 година в неврокопското село Фотовища, тогава в Османската империя. Завършва IV отделение и е работник. Развива революционна дейност и се присъединява към ВМОРО. Награден е със значката на ВМРО „За заслуги“.
При избухването на Балканската война в 1912 година е доброволец в Македоно-одринското опълчение. Служи в четата Илия Тетимов и на Стоян Мълчанков, след това във 2-ра рота на 13-а кукушка дружина. Носител е на орден „За храброст“ IV степен.
На 24 февруари 1943 година, като жител на Огненово, подава молба за народна пенсия, която е одобрена и отпусната от Министерския съвет на Царство България.